# Гискон I
Гискон I е картагенски военоначалник и политик, син на Ханон I Велики.
По време на обсадата на Лилебеум по време на Втората сицилианска война е изпратен в подкрепа на обсадения от сиракузците Лилебеум начело на 70 картагенски кораба, обслужвани от гръцки наемници при знаменитата картагенска военноморска победа срещу вражеския сиракузки флот.